# Élections législatives tunisiennes de 2022-2023
Les élections législatives tunisiennes de 2022-2023 ont lieu le 17 décembre 2022 afin d'élire les membres de l'Assemblée des représentants du peuple de la Tunisie. Un second tour a lieu le 29 janvier 2023 dans les circonscriptions en ballotage.
Il s'agit des 17e élections législatives tunisiennes et des premières depuis l'adoption de la Constitution entrée en vigueur le 16 août 2022. 
Les élections sont convoquées à la suite de la crise politique initiée en 2021 et des mesures exceptionnelles mises en place par le président de la République Kaïs Saïed, en application de l'article 80 de la Constitution.

## Contexte

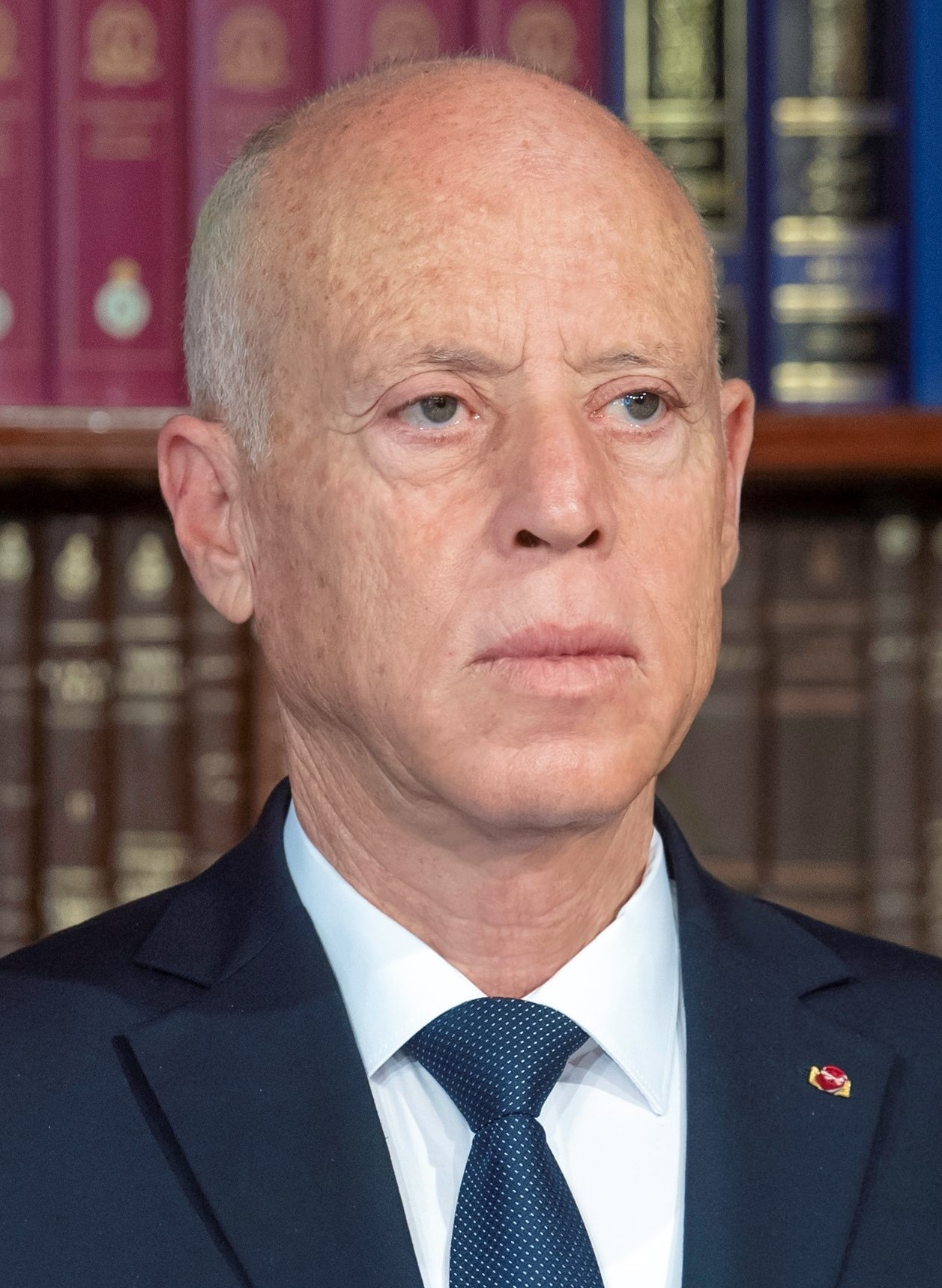
Kaïs Saïed

Le 25 juillet 2021, jour de la fête de la République, après des mois de crise politique entre le président de la République Kaïs Saïed et l'Assemblée des représentants du peuple, des milliers de manifestants réclament la dissolution de cette dernière et un changement de régime. Le gouvernement se voit reprocher l'état catastrophique de l'économie et son inaction, qui conduit notamment à l'aggravation de la crise sanitaire liée à la pandémie de Covid-19. Le soir même, invoquant l'article 80 de la Constitution, Kaïs Saïed limoge le gouvernement Mechichi avec effet immédiat, en particulier Hichem Mechichi de ses attributions de chef du gouvernement et de ministre de l'Intérieur par intérim, annonce la suspension de l'assemblée — dont il lève l'immunité des membres —, la formation d'un nouveau gouvernement — qui sera responsable devant lui — et sa décision de gouverner par décrets ; il indique également qu'il présidera le parquet. Ennahdha dénonce aussitôt un « coup d'État ». Cette qualification de coup d'État est partagée par des analystes politiques et juristes.
Le 22 septembre, il confirme par décret le prolongement des décisions ainsi que la dissolution de l'Instance provisoire chargée du contrôle de la constitutionnalité des projets de loi, et décide de suspendre les salaires et les bénéfices accordés au président de l'Assemblée des représentants du peuple et ses membres, et s'octroie le droit de gouverner par décret, récupérant de facto le pouvoir législatif,. Sa décision est critiquée par la plupart des partis représentés au Parlement.
Le 29 septembre, le président charge Najla Bouden de former un nouveau gouvernement. Elle devient de ce fait pionnière dans le pays ainsi que dans le monde arabe.
Du 15 janvier au 20 mars 2022 a lieu une consultation électronique sur les réformes à proposer en prévision du référendum. Lors du scrutin, qui a fait l'objet d'un très faible taux de participation, les options d'un passage à un régime présidentiel et au scrutin uninominal pour les législatives, l'emportent,,.
Le 30 mars 2022, 120 députés, sous la présidence du deuxième vice-président de l'assemblée Tarek Fetiti, se réunissent lors d'une session virtuelle pour voter la fin des mesures d'exception en vigueur depuis le 25 juillet. Le jour même, Kaïs Saïed dissout le Parlement, ce qu'interdit pourtant la Constitution durant la période où l'état d'exception est appliqué, et menace les députés de poursuites judiciaires,.
Le 6 avril, Kaïs Saïed annonce que les élections se tiendront au scrutin uninominal majoritaire à deux tours. Le 5 septembre, il indique que la loi électorale sera élaborée en considérant les recommandations des soutiens du processus du 25 juillet, et que le reste de la classe politique sera exclue de ce processus. La loi électorale devra être publiée au plus tard le 16 septembre pour respecter les délais.
Le 25 juillet 2022, la nouvelle Constitution est adoptée par référendum avec 94,60 % des voix. Une nouvelle loi électorale est ensuite publiée par décret le 15 septembre. La suspension du parlement est prolongée en attendant l'investiture de la nouvelle législature.

## Système électoral

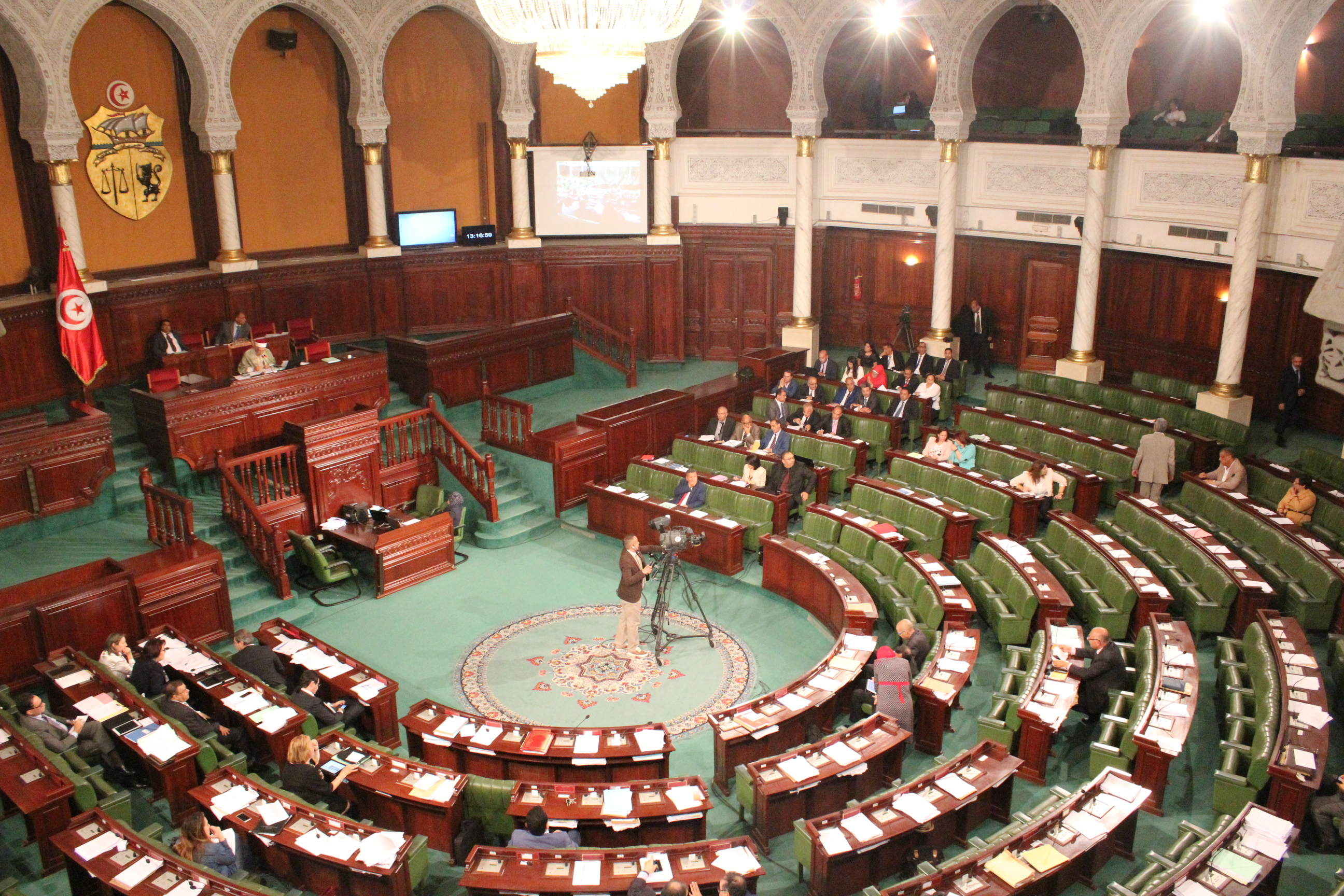
Intérieur de l'assemblée.

### Ancienne loi électorale
L'Assemblée des représentants du peuple est définie par l'article 50 de la Constitution de 2014 comme l'institution qui représente le peuple et qui lui permet d'exercer le pouvoir législatif. D'après l'article 53, peut être candidat aux législatives tout électeur détenant la nationalité tunisienne depuis dix ans au moins, âgé d'au moins 23 ans lors de la présentation de sa candidature et qui ne se trouve dans aucun des cas d'interdiction prévus par la loi. Les articles 55 et 56 précisent que les membres de l'Assemblée des représentants du peuple sont élus au suffrage universel, libre, direct et secret pour un mandat de cinq ans, lors des soixante derniers jours du mandat parlementaire, tout en garantissant le droit de vote et de représentativité des Tunisiens de l'étranger en son sein.
Jusqu'en 2022, le scrutin est proportionnel : les 217 sièges sont pourvus pour cinq ans au scrutin proportionnel plurinominal à listes bloquées dans 27 circonscriptions électorales de quatre à dix sièges en Tunisie même, totalisant 199 sièges, et six circonscriptions pour les Tunisiens de l'étranger. Ces dernières se décomposent en deux circonscriptions de cinq sièges en France, une circonscription de trois sièges en Italie, une d'un siège en Allemagne, une de deux sièges pour le reste de l'Europe et le continent américain et une autre de deux sièges également pour les pays arabes et le reste du monde, pour un total de 18 sièges. Une fois le décompte des suffrages effectué, la répartition des sièges se fait dans un premier temps sur la base du quotient électoral puis sur la base du plus fort reste. Les partis ont l'obligation de présenter des listes avec une parité homme-femmes, mise en œuvre via l'alternance de noms de candidats masculins et féminins. Les listes doivent également comporter dans les circonscriptions de plus de quatre sièges au moins un homme et une femme de moins de 35 ans parmi leurs quatre premiers candidats.

### Nouvelle loi électorale
La nouvelle loi électorale est publiée le 15 septembre 2022. L'Assemblée des représentants du peuple est composée de 161 sièges pourvus pour cinq ans au scrutin uninominal majoritaire à deux tours dans autant de circonscriptions, dont 151 en Tunisie et 10 à l'étranger. Est élu le candidat qui réunit au premier tour la majorité absolue des suffrages exprimés. À défaut, un second tour est organisé entre les deux candidats arrivés en tête au premier tour, deux semaines après la publication des résultats définitifs et expiration d'éventuels recours. Le candidat qui réunit le plus de suffrages au second tour est déclaré élu.
Les candidats doivent être âgés d'au moins 23 ans, ne doivent avoir aucun antécédent ou privation judiciaire, et ne peuvent se présenter que dans la circonscription dans laquelle ils habitent. Les candidats ayant une autre nationalité que celle de la Tunisie ne peuvent en revanche se présenter que dans des circonscriptions à l'étranger, ce qui interdit aux Tunisiens binationaux de se porter candidats dans des circonscriptions du territoire national. Sont également interdits d'être candidats ceux qui occupent ou ont occupé il y a moins d'un an des fonctions de membres du gouvernement, chefs de cabinets, juges, chefs de missions diplomatiques et centres diplomatiques et consulaires, les gouverneurs, les premiers délégués et secrétaires généraux des gouvernorats, les imams et les présidents des organisations et clubs sportifs.
Lors du dépôt d'une candidature, il est nécessaire de déposer à l'ISIE son programme électoral ainsi qu'une liste nominative de 400 parrainages avec signatures légalisées. Ces parrains doivent respecter l'égalité des sexes dans le nombre de signataires — donc 50 % d'hommes et 50 % de femmes — et les jeunes de moins de 35 ans doivent représenter au moins 25 % des parrains. Chaque électeur ne peut parrainer qu'un seul candidat.
En cas de rejet de candidature par l'ISIE, les candidats peuvent faire appel dans un délai de 48 heures auprès du Tribunal administratif qui tranchera. Des peines d'amendes, de prison et de privation du droit de se porter candidat sont également prévues pour les candidats qui pratiquent des abus financiers comme le soudoiement des électeurs ou le don, ainsi que ceux qui bénéficient de financement étranger ou de source inconnue durant les campagnes électorales.

## Campagne

### Déroulement
L'ISIE publie le calendrier électoral le 23 septembre 2022. Conformément au décret du 15 septembre appelant les électeurs à élire les membres de l'Assemblée des représentants du peuple, la date des élections législatives est fixée au 17 décembre 2022 sur le territoire national, et du 15 au 17 décembre à l'étranger.
L'enregistrement automatique des électeurs qui ont 18 ans avant le 16 décembre est effectuée à partir du 21 septembre. La période électorale commence le 25 septembre à minuit, date à laquelle il est interdit de diffuser et publier les résultats de sondages d'opinions liés aux élections. L'actualisation des inscrits au registre électoral ainsi que le changement des bureaux de vote ont lieu du 26 septembre au 13 octobre. La liste définitive des électeurs est publiée le 14 octobre, après la réception des recours contre les listes préliminaires les 29 et 30 septembre, examinés les 1er et 2 octobre.
Le dépôt des candidatures est ouvert du 17 octobre au 24 octobre. Elles sont étudiées par l'ISIE le 31 octobre pour publier le lendemain, le 1er novembre, la liste des candidats dans les locaux de l'ISIE. La liste définitive des candidats est annoncée le 21 novembre. La campagne électorale commence le 25 novembre. Elle s'achève le 13 décembre à l'étranger et le 15 décembre sur le territoire national, dates respectives après lesquelles commence le silence électoral.
Les résultats préliminaires sont annoncés le 20 décembre, et les résultats définitifs le 19 janvier 2023. Le Tribunal administratif rejetant l'ensemble des recours le 13 janvier, le second tour est alors fixé au 29 janvier,.

### Réactions
Après avoir appelé les forces démocratiques et progressistes à se rassembler pour préparer des candidatures communes aux législatives, et proposé une feuille de route en cas de victoire, le Parti destourien libre annonce finalement le 7 septembre qu'il ne participera pas à des élections législatives considérées comme un « crime d'État », et la loi électorale à venir comme une loi « illégale ». Il compare par ailleurs les élections législatives à une désignation de membres d'un « conseil similaire à celui de la Choura, comme dans les pays islamistes » et condamne le non-respect des normes internationales dans le processus. Le parti annonce également la tenue d'une journée de colère et de manifestation dans tout le pays le 17 septembre. Le boycott des élections par le PDL risque d'affaiblir la légitimité des résultats étant donné que le parti est donné vainqueur par les sondages d'opinion.
Le Front de salut national, présidé par Ahmed Néjib Chebbi, annonce qu'il boycotte les élections législatives, les comparant aux élections qui étaient tenues sous le président Zine el-Abidine Ben Ali. Cette coalition, qui avait également boycotté le référendum constitutionnel, est formée de plusieurs partis politiques dont Ennahdha, Al Amal, la Coalition de la dignité, Au cœur de la Tunisie et le mouvement Citoyens contre le coup d'État, ainsi que de membres de la société civile, créée pour s'opposer au coup de force du 25 juillet 2021.
Une coalition formée d'Ettakatol, d'Al Joumhouri, du Courant démocrate, du Parti des travailleurs et du Pôle démocratique moderniste annonce également son boycott des élections. La coalition Soumoud appelle également les citoyens à boycotter les élections.
Afek Tounes, Machrouu Tounes, la Voie démocratique et sociale et le parti de l'Alliance nationale de Néji Jalloul boycottent également les élections législatives.
Le Syndicat national des journalistes tunisiens (en) dénonce la situation des médias confisqués et menace de boycotter les élections en cas d'absence de dialogue avec le gouvernement.

### Candidatures déclarées
- La Tunisie en avant annonce que le parti participera aux élections législatives[52] malgré des réserves sur certains articles de la loi électorale qui pourraient avoir des répercussions sur les résultats, selon le mouvement[53]. Ils appellent par ailleurs à la formation d'un front électoral réunissant toutes les forces progressistes qui soutiennent le processus du 25 juillet[54]. Le secrétaire général du parti Abid Briki n'est pas candidat à titre personnel[55].
- Le Parti unifié des patriotes démocrates annonce qu'il participera aux élections dans l'objectif de réunir la gauche tunisienne[56]. Son dirigeant et ancien député Mongi Rahoui se porterait lui-même candidat[57]. Toutefois, à quelques mois du scrutin, le parti décide de le boycotter[58].
- Le Parti national tunisien, présidé par Faouzi Elloumi, annonce qu'il soutiendra tous les adhérents et militants du parti qui souhaitent se présenter aux élections[59].
- Le Harak du 25 juillet annonce sa participation aux législatives[60]. Ils menacent toutefois de boycotter les élections si le président de la République ne prend pas en considération les recommandations de son entourage[61]. Ils participent finalement aux élections avec 141 candidats dont 15 femmes, sans la participation des membres du bureau politique du mouvement à la suite de leur rejet des critères de parrainages[62].
- Le parti de la Troisième République, présidé par Olfa Hamdi, annonce sa participation aux législatives[63].
- Ahmed Chaftar, membre de la campagne explicative du référendum, annonce qu'il sera candidat dans la circonscription de Zarzis[64].
- Fatma Mseddi, l'ancienne députée de Nidaa Tounes, annonce sa candidature dans la circonscription de Sfax Sud[65].
- Meriem Laghmani, ancienne députée du parti Au cœur de la Tunisie, annonce sa candidature dans la région du Kef[66].
- L'initiative politique « Pour que le peuple triomphe », fondée le 9 octobre 2022 et réunissant 25 personnalités indépendantes soutenant le processus du 25 juillet, est pressentie pour participer aux élections[67],[68]. L'ancien bâtonnier de l'ordre des avocats et membre de l'initiative, Brahim Bouderbala

, confirme sa candidature personnelle aux législatives ainsi que la participation du groupe aux élections.
- L'avocat Mounir Ben Salha annonce sa candidature aux législatives[70].
- L'acteur et réalisateur Atef Ben Hassine dépose le 26 octobre sa candidature dans la circonscription de Chebba[71].

### Participation des partis
Le 29 septembre 2022, le porte-parole de l'ISIE, Mohamed Tlili Mansri, annonce que les partis politiques sont interdits de faire campagne pour les élections législatives et que les candidats doivent mener leur campagne à titre individuel. Il ajoute qu'il est interdit aux candidats d'indiquer dans leur dossier de candidature le parti qu'ils représentent. À la suite de la dénonciation de ces interdictions par des acteurs politiques,, le chef de l'État précise que les partis politiques peuvent participer à la campagne électorale mais uniquement en les soutenant à titre personnel. Le porte-parole de l'ISIE précise également que les partis peuvent soutenir les candidats sans prendre part à la campagne, et que leurs candidats peuvent utiliser le logo officiel et le programme du parti politique durant leur campagne. Toutefois, les partis ayant décidé le boycott des élections ne pourront pas être concernés par les législatives.
Le porte-parole de l'ISIE annonce le 3 octobre que les partis politiques et associations ne peuvent pas financer les candidats aux législatives puisqu'ils ne sont pas considérés comme personnes physiques pouvant participer au financement privé.
Le 26 octobre, le secrétaire général du Mouvement du peuple Zouhair Maghzaoui annonce que son parti va présenter des candidats dans au moins 120 circonscriptions dont des députés de la dernière législature,.

### Affaire des parrainages illégaux
Le 6 octobre 2022, l'ISIE annonce que certains potentiels candidats aux législatives ont tenté d'obtenir illégalement des parrainages en exploitant les ressources publiques, en abusant de leur pouvoir ou en contrepartie d'une rémunération. Une enquête est donc ouverte et les personnes suspectées sont arrêtées,.
Selon le président de la République, parmi les infractions se trouvent le refus de la légalisation de signature des parrainages par des conseils municipaux, la facilitation de la légalisation des signatures pour certains candidats, ou le fait de « terroriser les citoyens » pour obtenir leurs parrainages.
Face à cette affaire, Kaïs Saïed compare les parrainages à de la « marchandise qui se vend et s'achète » et évoque, le 8 octobre 2022, la nécessité d'amender une deuxième fois la loi électorale. Le président de l'ISIE réagit à cette déclaration en faisant savoir qu'il serait préférable de ne pas amender la loi alors que la période électorale a commencé et que des parrainages ont déjà été récoltés. Il précise qu'il sera impossible de renoncer aux parrainages que les candidats ont reçus avant un potentiel deuxième amendement. Il insiste également sur l'importance d'examiner la situation avant d'opérer des réajustements techniques de la loi et de consulter l'ISIE à cette étape de la campagne.
Le 10 octobre, le vice-président de l'ISIE Maher Jedidi confirme que la présidence de la République prépare un nouvel amendement de la loi électorale et que l'instance indépendante aura un rôle consultatif lorsque celle-ci sera prête. Il insiste tout de même sur l'importance de garder en l'état les conditions de candidature et que, si certains points techniques étaient changés, l'ISIE aurait son mot à dire, laissant envisager une défiance à une telle action de la part du président par l'ISIE.

## Résultats
|                          |                          |              |              |              |             |             |             |       |     |  |  |  |  |  |
| Partis                   | Partis                   | Premier tour | Premier tour | Premier tour | Second tour | Second tour | Second tour | Total | +/- |  |  |  |  |  |
| Partis                   | Partis                   | Voix         | %            | Sièges       | Voix        | %           | Sièges      | Total | +/- |  |  |  |  |  |
|                          | Indépendants             | 956 016      | 100          | 23           | 849 104     | 100         | 131         | 154   | 141 |  |  |  |  |  |
|                          | Sièges non pourvus       |              |              |              |             |             |             | 7     | –   |  |  |  |  |  |
|                          |                          |              |              |              |             |             |             |       |     |  |  |  |  |  |
| Votes valides            | Votes valides            | 956 016      | 93,23        |              | 849 104     | 94,9        |             |       |     |  |  |  |  |  |
| Votes nuls               | Votes nuls               | 45 613       | 4,45         | 28 524       | 3,19        |             |             |       |     |  |  |  |  |  |
| Votes blancs             | Votes blancs             | 23 789       | 2,32         | 17 374       | 1,94        |             |             |       |     |  |  |  |  |  |
| Total                    | Total                    | 1 025 418    | 100          | 23           | 895 002     | 100         | 131         | 161   | 56  |  |  |  |  |  |
| Abstentions              | Abstentions              | 8 111 084    | 88,78        |              | 6 958 445   | 88,60       |             |       |     |  |  |  |  |  |
| Inscrits / participation | Inscrits / participation | 9 136 502    | 11,22        | 7 853 447    | 11,40       |             |             |       |     |  |  |  |  |  |

## Analyse

Blocs parlementaires.

Les élections connaissent un taux de participation historiquement faible qui s'établit à 11,22 %, contre 41,70 % en 2019,,,. La Tunisie battrait ainsi le record mondial d'abstention lors d'une élection. Le rejet de la classe politique en général, couplé aux appels au boycott de la part des principaux partis ainsi qu'au désintérêt pour une assemblée aux pouvoirs considérablement restreints, conduisent comme attendu à une désaffection massive des électeurs, davantage préoccupés par les conditions économiques qui affectent le pays,,.
Un total de 23 candidats sont élus au premier tour, dont dix automatiquement en l'absence d'opposants : sept en Tunisie même et trois dans la diaspora. Sur les dix sièges réservés à la diaspora, seuls ces trois derniers sont par ailleurs pourvus, les sept autres restant vacants en l'absence de candidats dans les circonscriptions,.
Le nouveau Parlement est inauguré le 13 mars 2023 en l'absence des médias privés et internationaux. Pour l'occasion, le président Saïed suggère aux députés de ne pas former de groupes parlementaires, alors que la Constitution interdit seulement aux députés de changer de groupe parlementaire.